# 刘思礼
刘思礼（7世纪—696年12月26日），唐朝并州晋阳县（今山西省太原市西南）人，刘义节的侄子。
武周万岁通天年间，刘思礼向术士张憬藏学相面，张憬藏说刘思礼将从箕州刺史，做到太师。刘思礼认为太师不是皇帝的辅佐大臣不能担任，便与洛州录事参军綦连耀通谋，定君臣之契，秘密勾结朝廷官员，以相面的办法，预言别人富贵，把人说高兴时，再说：“綦连耀将授命于天，要依靠他才得富贵。”凤阁舍人王勮兼管天官侍郎事，便任用刘思礼为箕州刺史。
明堂县尉吉顼知道刘思礼的阴谋，报告了合宫县尉来俊臣，让来俊臣向朝廷密告。武则天派河内王武懿宗审问，武懿宗命令刘思礼广泛牵连朝廷官员，答应可以赦免他的死罪。对武懿宗稍不顺从的人，全部牵连。于是凤阁侍郎同平章事李元素、夏官侍郎同平章事孙元亨、执掌天官侍郎事务的石抱忠、刘奇、給事中周譒、太子司議郎路敬淳、司門員外郎劉順之、右司員外郎宇文全志、來庭縣主簿柳璆、王勮的哥哥泾州刺史王勔、弟弟监察御史王助等，共三十六家，都是海内名士。严刑逼供定案后，武懿宗便逮捕刘思礼，刘思礼后悔了。万岁通天二年正月二十四壬戌日（696年12月26日），劉思禮、綦連耀、王勮与李元素等人全都被灭族。亲戚因株连而被流放的有一千多人。